# New York Post
New York Post (đôi khi viết tắt là NY Post) là một tờ báo hàng ngày khổ nhỏ  ở thành phố New York. New York Post cũng điều hành trang NYPost.com, trang tin đồn về người nổi tiếng PageSix.com và trang giải trí Decider.com.
Tờ báo này được người theo Đảng Liên bang và một trong những nhà lập quốc của Hoa Kỳ, Alexander Hamilton thành lập vào năm 1801 và đã trở thành một tờ báo khổ rộng có tiếng vào thế kỷ 19 dưới tên New York Evening Post. Năm 1976, Rupert Murdoch mua lại tờ báo này với giá 30,5 triệu đô la Mỹ. Kể từ năm 1993, New York Post thuộc sở hữu của News Corporation và công ty kế nhiệm của nó, News Corp, công ty đã sở hữu nó trước đó từ năm 1976 đến năm 1988. Số lượng phát hành của báo này đứng thứ 4 ở Mỹ vào năm 2019.

## Lịch sử
Tờ New York Post, được thành lập vào ngày 16 tháng 11 năm 1801, với tên gọi New-York Evening Post, tự mô tả mình là tờ báo hàng ngày được xuất bản liên tục lâu đời nhất của quốc gia. Tạp chí Providence, bắt đầu xuất bản hàng ngày vào ngày 21 tháng 7 năm 1829, cũng tự nhận mình là tờ báo hàng ngày được xuất bản liên tục lâu đời nhất của quốc gia vì New York Post đã ngừng xuất bản trong các cuộc đình công vào năm 1958 và 1978. Hartford Courant, được cho là tờ báo được xuất bản liên tục lâu đời nhất, được thành lập vào năm 1764 dưới dạng tờ báo bán tuần; nó đã không được xuất bản hàng ngày cho đến năm 1836. New Hampshire Gazette, đã đăng ký nhãn hiệu tuyên bố là Tờ báo cũ nhất của Quốc gia, được thành lập vào năm 1756 như một tuần báo. Kể từ những năm 1890, nó chỉ được xuất bản vào cuối tuần.